# Алкенас
Алкенас (лит. Alksnaitis) — озеро на сході Литви. Належить до басейну річки Жеймяна.

## Розташування
Озеро знаходиться в Ігналінському районі поблизу села Лікмену (приблизно за 3,5 км на південний схід від поселення). Належить до Аукштайтського національного парку.

## Опис
Площа озера становить 31,9 га. Середня глибина — 5,4 м, найбільша глибина у центрі водойми — 21,2. Берегова лінія завдовжки 4 км, дуже посічена. Береги піщані, багато заток та півостровів, є піщані коси. Дно мулисте. На озері є три острови. Поруч із озеро знаходиться гора Ладакальніс, на якій у давні часи здійснювались язичницькі обряди.

## Гідрологія
Озеро Алкенас живиться водами річки Новена та кількох невеликих струмків. Витікає річка Алкснеле. Протокою зв'язане з озером Алкснас, річкою Новена з озером Укояс, а річкою Алкнеле — з озеро Лінкменас.